# Planète de carbone

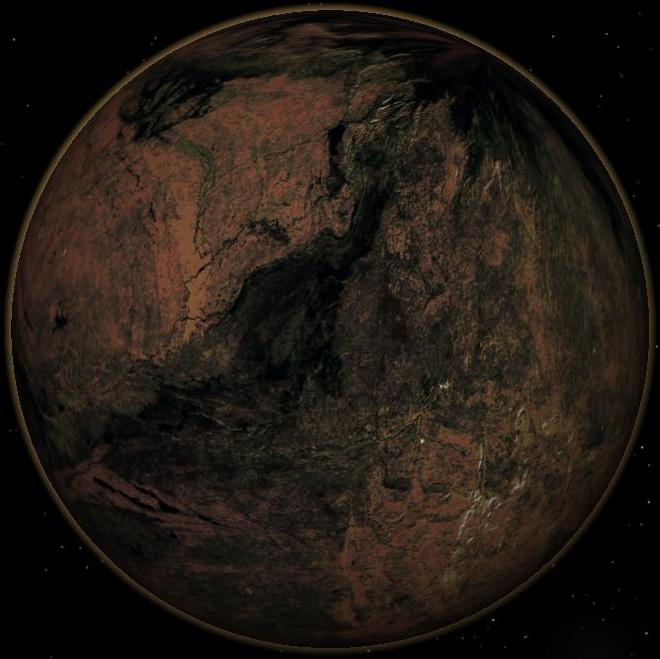
Image d'artiste d'une planète de carbone.

Une planète de carbone (ou planète carbonée, planète de carbures ou encore planète de diamant) est un type hypothétique de planètes théorisé par l'astrophysicien Marc Kuchner et l'astronome Sara Seager, dont les composés carbonés (carbures et carbonates) sont les constituants principaux ; alors que les planètes telluriques connues dans notre Système solaire sont principalement composées de roches silicatées, qui sont essentiellement des oxydes de silicium et de métaux.

## Description du type

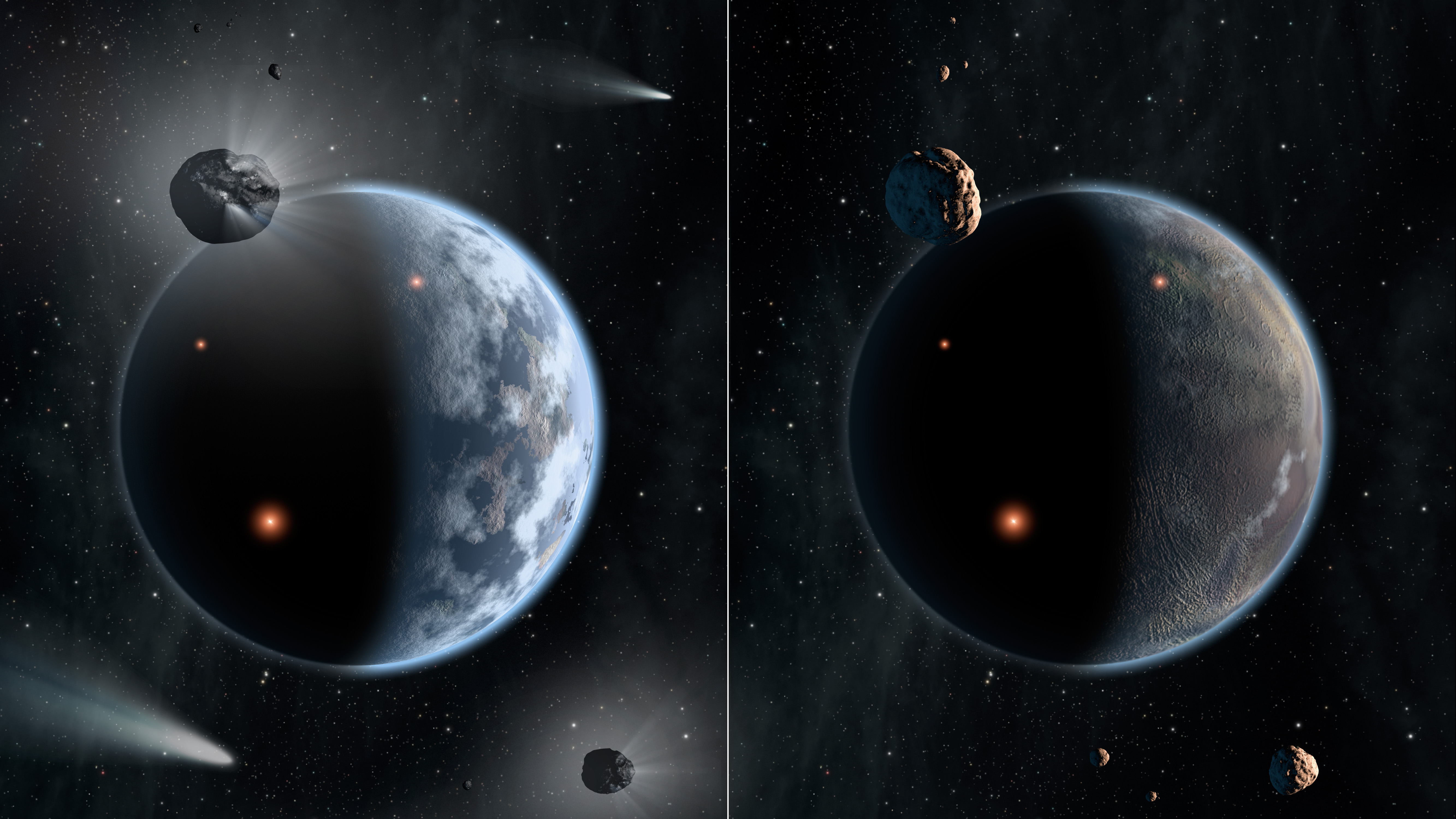
Vues d'artiste de deux planetes differentes, l'une en Silicate semblable à la terre, et l'autre en Carbone.

Une planète de carbone possèderait un noyau métallique comme les autres planètes telluriques. Cependant, le manteau serait constitué d'éléments carbonés, de divers carbures : carbure de silicium et autres carbures métalliques. Il se pourrait, si le ratio de carbone est suffisant, qu'il y ait du carbone libre, sous la forme d'une couche de graphite, qui pourrait elle-même recouvrir une mince couche de diamant si les conditions de pression sont satisfaites.
Il y aurait sans doute des hydrocarbures à leur surface et dans leur atmosphère, où le monoxyde de carbone serait certainement présent comme composant majeur. Le développement de la vie pourrait y être possible en cas de présence d'eau.
La formation d'une planète de carbone ne nécessiterait qu'un doublement local du ratio carbone/oxygène dans le disque protoplanétaire.
Les pulsars et les naines blanches ont plus de chances d'être accompagnés de planètes de ce type.

## Planètes candidates
L'exoplanète 55 Cancri e serait très probablement de ce type, d'après une étude franco-américaine de 2012.